# Бекташ (Драмско)
Бекташ (на гръцки: Σκληρόπετρα, до 1928 година Μπεκτάς) е бивше село в Гърция, част от дем Бук на област Източна Македония и Тракия.

## География
Селото се е намирало близо до Ола (Платания).

## История
В началото на XX век Беклещи е малко турско село. В преброяването от 1913 година е пресметнато към Ола. След изселването на малобройните турци в средата на 20-те години, в селото са заселени няколко семейства гърци бежанци, общо 49 души. В 1928 година името на селото е сменено на Склиропетра.
| Година    | 1913 | 1920 | 1928 | 1940 | 1951 | 1961 | 1971 | 1981 | 1991 | 2001 | 2011 | 2021 |
| --------- | ---- | ---- | ---- | ---- | ---- | ---- | ---- | ---- | ---- | ---- | ---- | ---- |
| Население |      | 67   |      |      |      |      |      |      |      |      |      |      |